# Кургансельмаш
ОАО «Кургансельмаш» — машиностроительное предприятие в г. Кургане.
С советского периода завод специализируется на выпуске доильных установок, резервуаров-охладителей молока и другого оборудования для оснащения коровьих ферм, осуществляет монтаж и сервисное обслуживание выпускаемой заводом доильной техники.

## История
История завода берет своё начало с механической мастерской, основанной в 1900 году в д. Логовушка товариществом «Балакшин А. Н., Ванюков А. П. и К». Сергей Александрович Балакшин (1877—1933) в 1900 г. вернулся в Курган из Германии с дипломом инженера-механика. Удалённость от города создавала трудности при доставке материалов и отправке готовой продукции. Решив открыть своё производство, С. А. Балакшин вышел из состава товарищества. А. П. Ванюков уступил часть своего участка для строительства завода.
С 1 января 1904 года открыт «Чугуно-меднолитейный и механический завод инженера С. А. Балакшина», который выпускал оборудование для маслодельных артелей и заводов, с/х машины и водяные турбины по собственным проектам С. А. Балакшина, откуда и пошло прижившееся в народе неофициальное название завода «Турбинка». В 1908 году гидротурбина «Богатырь-быстроход» Курганского турбиностроительного завода завоевала на Всемирной выставке по применению электричества в Марселе (Франция) золотую медаль, а на Всемирной выставке в Стокгольме (Швеция) — серебряную медаль.
В феврале 1918 года завод был национализирован (С. Балакшин добровольно передал завод народу). Переименован в «Народное достояние». Первым советским директором «Турбинки» был Федор Романович Вотяков. Во время белочешского мятежа, с 1 июня 1918 года завод возвращён Балакшину. В августе 1919 года Балакшин был мобилизован как инженер в белую армию.
С марта по август 1920 года заводом руководил К. И. Ветинг, затем выехал на родину, в Эстонию. Директором вновь стал Ф. Р. Вотяков. Под его руководством коллектив этого предприятия добился значительных успехов.
В 1920-е годы завод выпускал турбины системы «Френсис № 85», участвовал в выполнении плана ГОЭЛРО.
В 1924 году переведён на современную территорию. Торжественное открытие завода на новом месте состоялось в начале июня 1927 года.
В 1928 году на базе завода совместно с профтехшколой создаётся школа фабрично-заводского ученичества (ФЗУ), и в настоящее время ставшая ГБПОУ «Курганский промышленный техникум».
В 1931 году принято решение о прекращении выпуска гидравлических турбин. Завод перепрофилирован на выпуск машин и оборудования для сельского хозяйства. В 30-е годы завод производил запчасти к тракторам, оборудования для мельничных производств Сибири.
В 1938 году штат завода составлял 817 человек.

### Завод во время Великой Отечественной войны
В 1941 в Курган эвакуируется ряд заводов, которые были объединены в одно предприятие «Уралсельмаш» (№ 707), выпускавшее мины и миномёты.
В годы войны на заводе работало около 1000 чел., большинство из них были награждены медалью «За доблестный труд в Великой Отечественной войне 1941—1945 г.»
В память о рабочих завода на территории завода в 1975 году установлен Мемориальный ансамбль воинам-рабочим и труженикам тыла завода «Кургансельмаш», скульптор А. И. Козырев, архитектор Биткин.
Указом Президиума Верховного Совета СССР от 7 августа 1946 года «Уралсельмаш» переведён в ведение Министерства сельскохозяйственного машиностроения.

### Послевоенное время
Распоряжением Совета Министров СССР от 21 января 1950 года «Уралсельмаш» с 1 апреля 1950 года был разделён на два завода — «Кургансельмаш» на старой площадке и «Уралсельмаш» на новой площадке. «Уралсельмаш» сменил профиль выпускаемой продукции и в 1966 году переименован в Курганский завод колёсных тягачей имени Д. М. Карбышева. Далее только история Кургансельмаша.
В феврале 1950 года вышел первый номер заводской многотиражной газеты «Уралсельмаш» (впоследствии «Турбинка»).
В 1950—60-е годы предприятие освоило производство универсального экскаватора «Э-155», свеклоуборочного комбайна «СКН-2А», тракторного прицепа 3ПТС-12, передвижных доильных установок.
В ноябре 1965 года завод перешёл в подчинение Главного управления по производству машин для животноводства Министерства тракторного и сельскохозяйственного производства СССР.
С 1966 года завод производит доильные установки различных типов (УДС-3, УДА-8, УДА-16), а с 1978 года — резервуары-охладители молока. Завод активно строился — в 1974 году вступил в строй цех цветного литья под давлением № 2, заводская котельная.
В 1970—80-е годы завод занимал лидирующие позиции в Советском Союзе по производству машин для механизации животноводческих ферм.
Указом Президиума Верховного Совета СССР от 11 сентября 1975 года завод за успешное выполнение государственных планов награждён орденом Трудового Красного Знамени.
За период с 1966 по 1986 год более 200 работников предприятия награждены орденами и медалями.
1980-е годы отмечены развитием завода, машины поставлялись на экспорт в Германию, Китай, Болгарию.
В 1983 году образовано ПО «Кургансельмаш», в состав которого, кроме головного, вошёл Сидоровский механический завод.
В 1991 было выпущено продукции на 153 млн руб.

### С 1991 года
с 31 августа 1992 года стал акционерным обществом.
В 90-е годы шведская фирма «Альфа Лаваль» — прямой конкурент завода, хотела приобрести контрольный пакет акций, но тогдашний директор «Кургансельмаша» отказал, на предложение нового директора о покупке акций шведы отказали, мотивируя этом тем, что рынки сбыта — совхозы и колхозы — уже распущены.
В 1997 году штат завода составил 1516 чел., машин для животноводства произведено 412 штук, в том числе: доильных установок — 314 штук, резервуаров-охладителей молока — 98 штук.
К 2010 году численность рабочих по сравнению с уровнем начала 90-х годов упала в 10 раз, объемы производства в 2009—2013 годах упали в два раза.
В 2014 году планировалось совместно с китайской компанией ООО «Синан ЛитМаш» (Wuxi Xi Nan Foundry Machinery Co., Ltd (XNFM) — сайт) перепрофилирование одного из цехов завода на литейное производство для трубопроводной арматуры.

## Показатели
Численность работающих составила:
- 1900 год — 15 чел.
- 1905 год — 30 чел.
- 1916 год — 250 чел.
- 1938 год — 817 чел.
- 1940 год — 860 чел.
- В годы Великой Отечественной войны — до 6500 чел.
- 1960 год — 1985 чел.
- 1970 год — 3358 чел.
- 1980 год — 4304 чел.
- 1985 год — 4306 чел.
- 1990 год — 4268 чел.
- 1995 год — 1695 чел.
- 1999 год — 1282 чел.
- 2008 год — 750 чел.
- 2010 год — 511 чел.
- 2011 год — 452 чел.[8]
- 2013 год — 370 чел.
- 2017 год — 225 чел.

Объем производства составил в 2008 году 205 млн рублей, в 2009 году — 105 млн рублей, в 2011 году — 150 млн руб., в 2013 году выпущено продукции на 137 млн руб.

## Директора
- февраль — июнь 1918 — Вотяков, Федор Романович
- март — август 1920 — Ветинг К. И.
- август 1920—1922 — Вотяков Федор Романович
- 1922 — ? — Ледус, Адольф Францевич
- 1931—1932 — Шарпов В. Я.
- 1932—1937 — Гаврюшин С. Р.
- 1937—1938 — Алексеев В.
- 1938—1939 — Угланов М. К.
- 1939—1941 — Марков П. А.
- 1941—1948 — Генкин, Анатолий Калманович
- 1948—1951 — Сабельников А. Д.
- 1952—1953 — Тебенихин К. Ф.
- 1953—1957 — Леонов, Александр Прокопьевич
- 1957—1961 — Кетов, Георгий Мартемьянович
- 1961—1966 — Строганов Н. П.
- 1966—1978 — Минаков, Андрей Андреевич
- 1978—1987 — Пискунов, Владимир Владимирович
- февраль 1987 — июль 1987 — Афонаскин, Александр Васильевич
- 1987—1994 — Багрецов, Николай Дмитриевич
- 1994 — н.в. — Гринюк, Пётр Кириллович

## Награды коллектива
Многие работники завода награждены наградами СССР и РФ, в том числе
- Орден Ленина — 7 чел.
- Орден Октябрьской Революции — 4 чел.
- Орден Трудового Красного Знамени — коллектив завода и 28 чел.
- Орден Дружбы народов — 4 чел.
- Орден «Знак Почёта» — 45 чел.
- Орден Трудовой славы II степени — 1 чел.
- Орден Трудовой славы III степени — 38 чел.
- Почётное звание «Заслуженный машиностроитель РСФСР» — 4 чел.
- Почётное звание «Заслуженный рационализатор РСФСР» — 6 чел.
- Почётное звание «Заслуженный технолог России» — 1 чел.
- Лауреат Государственной премии СССР — 2 чел.